# Yakwolle
Als Yakwolle bezeichnet man die Wolle, die von Yaks gewonnen wird. Der Yak ist die einzige Rinderart, die über ein mehrschichtiges und besonders dichtes Haarkleid verfügt. Unterschieden werden das feste, lange Deckhaar, die gröbere Wolle und ein feines und spinnfähiges Unterhaar, das auch als Feinwolle oder Flaum bezeichnet wird. Pro Jahr und Yak können zwischen 0,3 und 3 Kilogramm Grobwolle sowie 0,4 bis 0,6 Kilogramm Feinwolle gewonnen werden.
Bei der Haltung von Yaks stand lange die Produktion von Yakmilch und Yakfleisch im Vordergrund. Yakleder und Yakwolle waren eher ein Nebenprodukt. Bei der seit einigen Jahren gezielt verfolgten Züchtung von Yaks steht jedoch zunehmend die Wollproduktion im Vordergrund. Die Verpaarung mit Wildyaks, wie sie in China versuchsweise durchgeführt wurde, steigert die Wollerträge.
Die Wolle wird sowohl durch eine Schur als auch durch Kämmen gewonnen. In der Regel kämmen die Hirten die Tiere in den Wochen vor einer geplanten Schur aus, damit nicht zu viel Feinwolle verloren geht. Dies reduziert auch die Notwendigkeit, die Tiere sehr früh zu scheren, um nicht zu viel der Feinwolle zu verlieren, die ab dem Beginn der Sommerzeit vom Yak natürlich verloren wird. Besonders wertvoll ist die Feinwolle weißer Yaks, da diese sich leicht färben lässt. Sie wird bei den Nomaden im Westen Tibets als Kulu bezeichnet. 

## Belege